# Balancierhebelkupplung

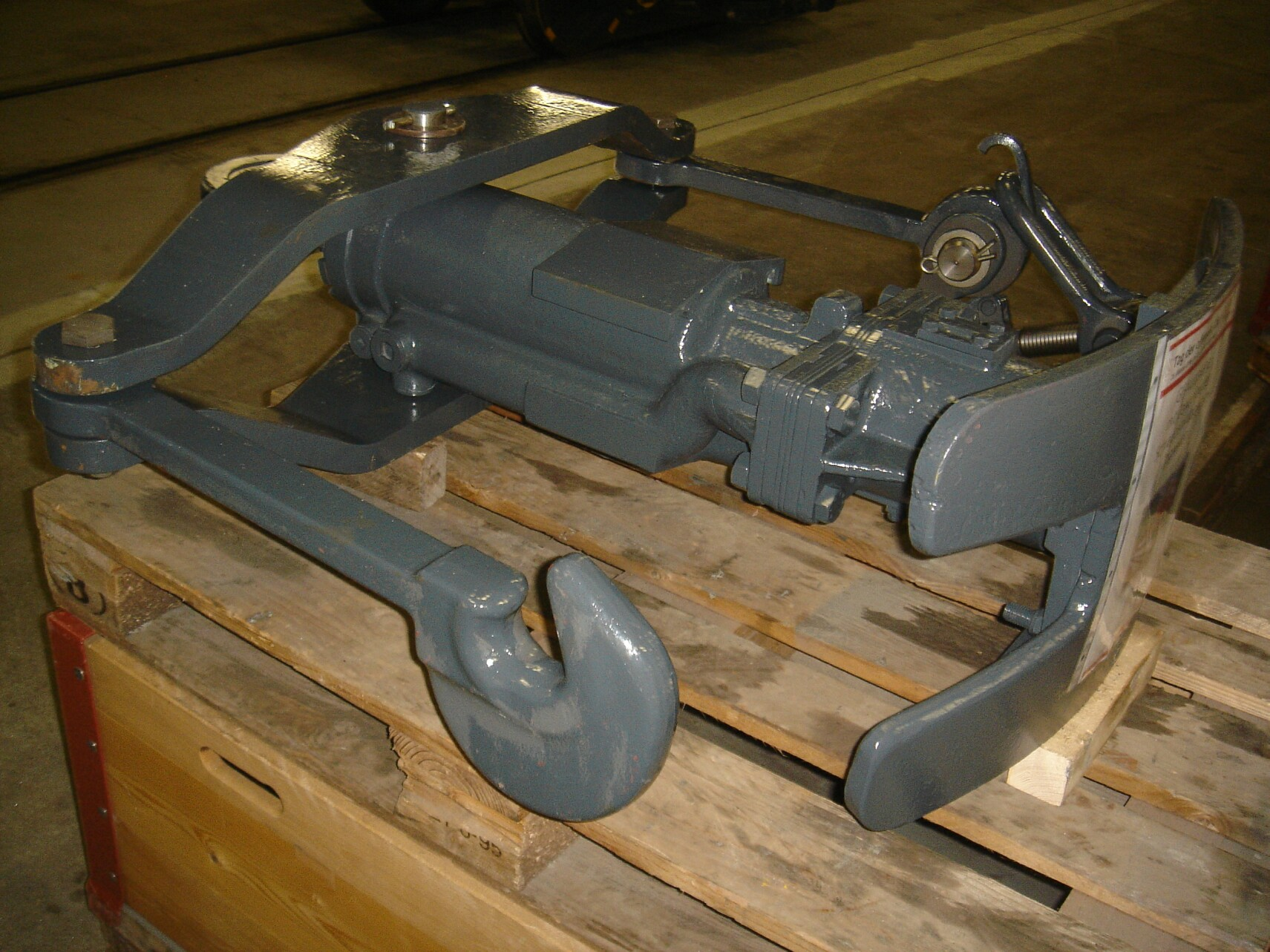
Ausgebauter Mittelpuffer mit zwei Schraubenkupplungen eines Fahrzeugs der Matterhorn-Gotthard-Bahn (MGB)

Die Balancierhebelkupplung, auch Schwinghebelkupplung oder Ausgleichkupplung, ist eine Bauart der Mittelpufferkupplung, welche vor allem bei Schmalspurbahnen Verbreitung gefunden hat. In der Schweiz wird diese Kupplungsbauart als Mittelpuffer mit zwei Schraubenkupplungen, abgekürzt Zp2, oder als Mittelpufferkupplung mit seitlichen Kupplungshaken bezeichnet.

## Beschreibung

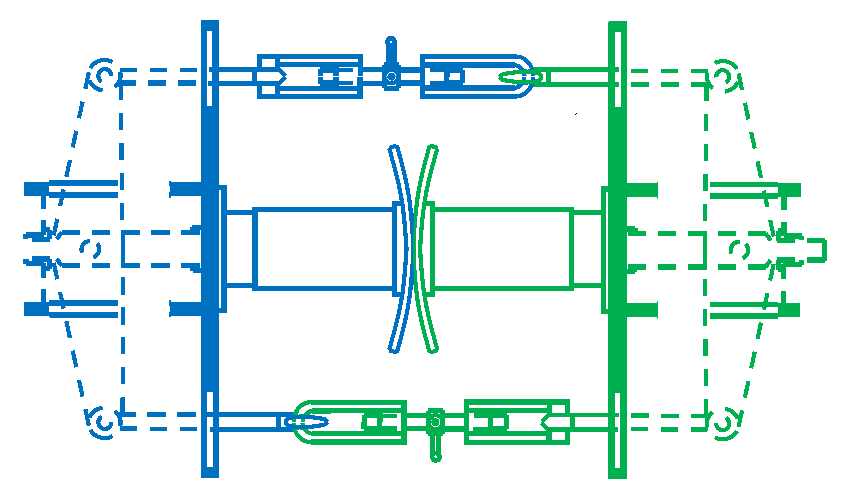
Balancierhebelkupplung oder auch Mittelpuffer mit zwei Schraubenkupplungen (Zp 2)

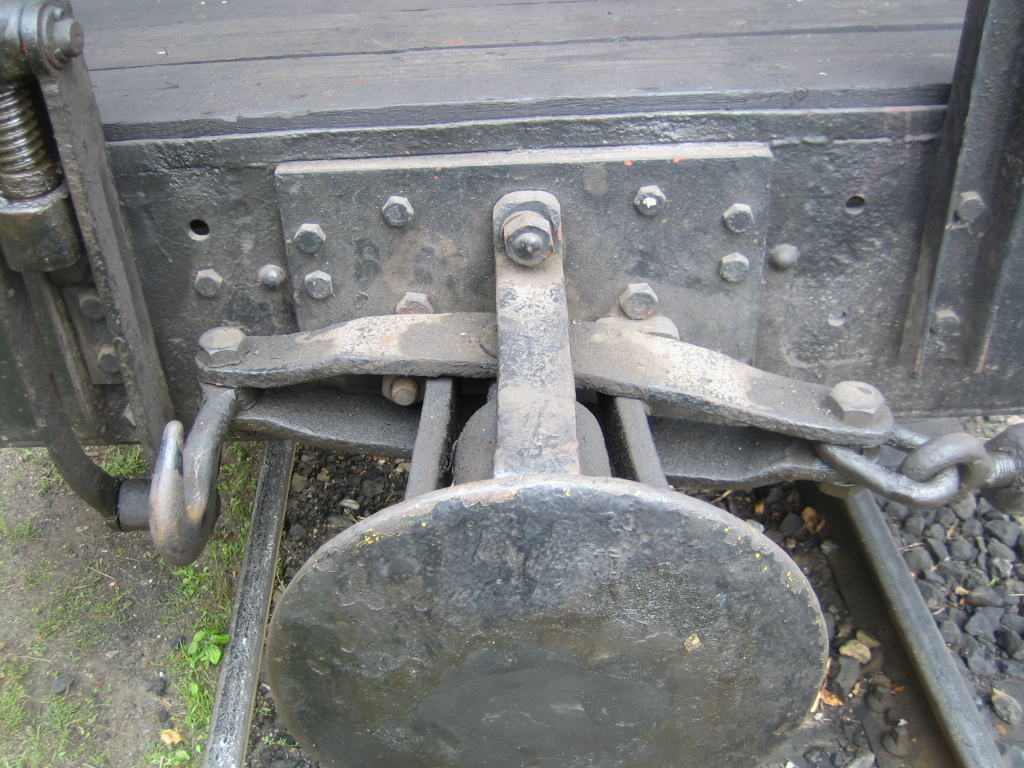
Balancierhebel vor dem Pufferträger

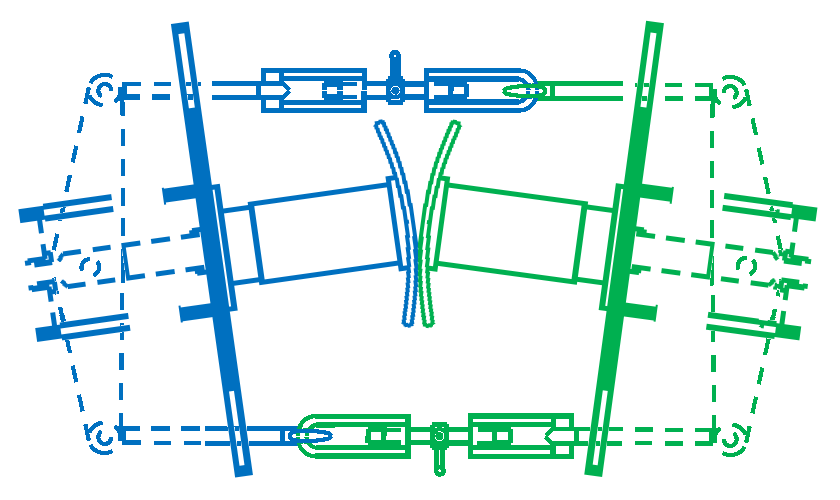
Balancierhebelkupplung in einem engen Bogen

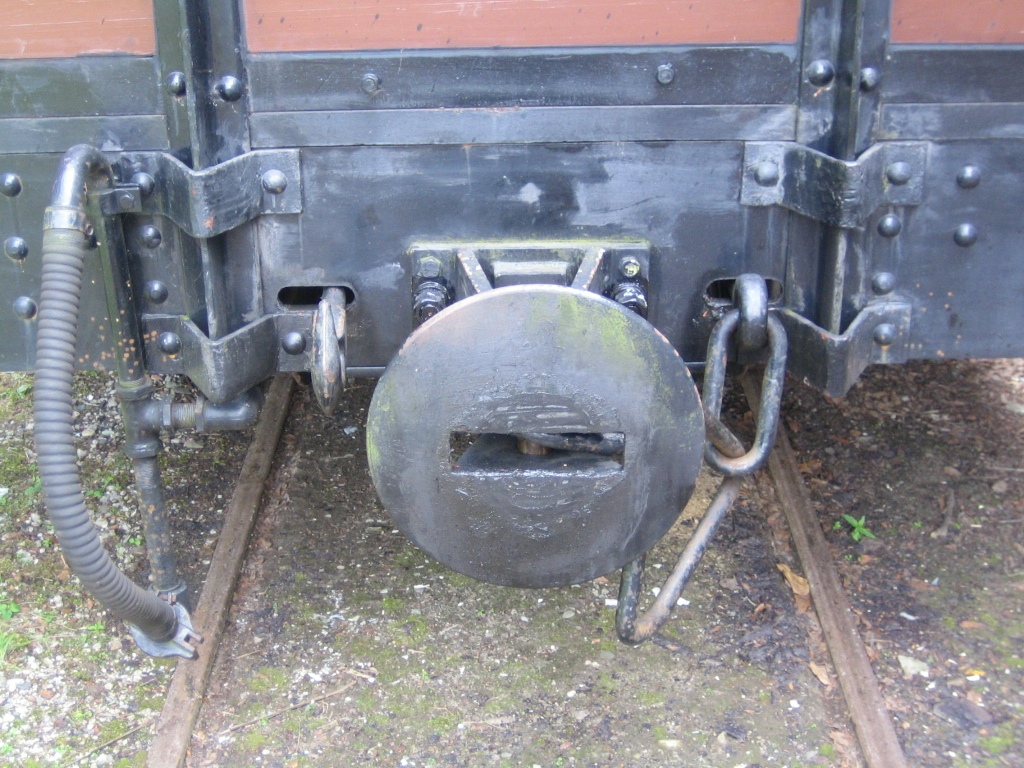
Balancierhebel hinter dem Pufferträger

Für Schmalspurbahnen mit ihren oft engen Bogenradien ist die UIC-Standard-Schraubenkupplung nicht geeignet. Durch Vertauschen der Zug- und Stoßvorrichtungen entstand aus der bei Normalspurbahnen üblichen UIC-Standard-Schraubenkupplung die Mittelpufferkupplung mit seitlichen Zughaken bzw. die Balancierhebelkupplung.
Bei der Balancierhebelkupplung ist quer hinter dem Mittelpuffer ein beweglicher Balancierhebel montiert, auf dem auf der einen Seite ein Haken, auf der anderen Seite die Kuppelkette mit Spannschloss angebracht wurde. Stehen sich zwei Fahrzeuge mit dieser Kupplung gegenüber, wird beim Kuppelvorgang die Kette am Balancierhebel in den Haken der anderen Kupplung eingehängt. Dieser Ausgleichshebel kann vor oder hinter dem Pufferträger befestigt sein, im letzteren Fall werden Haken und Öse durch Aussparungen im Pufferträger hindurchgeführt.
Bei der Befestigung vor dem Träger werden die Zugkräfte über die Kegelfeder des Puffers mitabgefedert. Bei der Befestigung hinter dem Träger ist der Balancierhebel über eine zweite Feder mit dem Träger verbunden.
Bei einfachen Bauarten ist zum Teil auch das Spannschloss durch ein dreiecksförmiges gleichschenkliges Kettenglied ersetzt. Dieses Kettenglied hat unterschiedlich lange Seitenlängen, so kann durch einfaches Drehen des Kettengliedes die Länge der Kuppelkette zum Trennen oder Spannen des Zuges variiert werden. Statt der Kuppelkette mit Spannschloss wird bei neueren Bauarten auch eine Schraubenkupplung verwendet.
Mit der Einführung des Rollfahrzeugverkehrs wurde bei den meisten deutschen Schmalspurbahnen die Balancierhebelkupplung mit der Trichterkupplung kombiniert, um die Rollwagen mittels Kuppelbaum kuppeln zu können. Bei der Rhätischen Bahn sind die Rollschemel mit normaler Kupplung ausgerüstet, bei Bedarf werden Flachwagen als Schutzwagen dazwischen gereiht. Bei den polnischen Schmalspurbahnen ist eine zusätzliche Hilfskupplung zum Kuppeln der Rollwagen üblich.

## Begriffssystematik in der Schweiz
In der Schweiz kommen zwei Bauarten handbetätigter Mittelpufferkupplungen zum Einsatz.
|                                                 |                                                 |                                                 |                                                 | Mittelpufferkupplungen                          |                                                 |  |  |                                                |                                                |                                                |                                                |                                                |                                                |
|                                                 |                                                 |                                                 |                                                 |                                                 |                                                 |  |  |                                                |                                                |                                                |                                                |                                                |                                                |
|                                                 |                                                 |                                                 |                                                 |                                                 |                                                 |  |  |                                                |                                                |                                                |                                                |                                                |                                                |
| Mittelpuffer mit zwei Schraubenkupplungen (Zp2) | Mittelpuffer mit zwei Schraubenkupplungen (Zp2) | Mittelpuffer mit zwei Schraubenkupplungen (Zp2) | Mittelpuffer mit zwei Schraubenkupplungen (Zp2) | Mittelpuffer mit zwei Schraubenkupplungen (Zp2) | Mittelpuffer mit zwei Schraubenkupplungen (Zp2) |  |  | Mittelpuffer mit einer Schraubenkupplung (Zp1) | Mittelpuffer mit einer Schraubenkupplung (Zp1) | Mittelpuffer mit einer Schraubenkupplung (Zp1) | Mittelpuffer mit einer Schraubenkupplung (Zp1) | Mittelpuffer mit einer Schraubenkupplung (Zp1) | Mittelpuffer mit einer Schraubenkupplung (Zp1) |

## Einsatz
Beispiele für den heutigen Einsatz der Balancierhebelkupplung sind:
Schweiz
- Rhätische Bahn (RhB) und Matterhorn-Gotthard-Bahn (MGB)
- Chemin de fer Yverdon–Ste-Croix (Dienstfahrzeuge)
- Strecke Le Locle–Les Brenets der TransN
- Centovallibahn (FART, ältere Fahrzeuge)[4]

Außerhalb der Schweiz
- Harzer Schmalspurbahnen (HSB)
- Rügensche Kleinbahn (RüKB)
- Zahnradbahn Diakofto – Kalavryta (SPAP-ΣΠΑΠ)